# Hagespelers
Hagespelers of Haghespelers is de naam van vier Nederlandse toneelgezelschappen van Eduard Verkade die actief waren tussen 1908 en 1935. Het waren achtereenvolgens "De Hagespelers", "Die Haghespelers", "De Haghespelers in 't Voorhout" en "De Hagespelers in het Rika Hopper Theater".

## De Hagespelers, 1908-1912
In 1908 richtte Eduard Verkade het toneelgezelschap "De Hagespelers" op.  Verkade wist een aantal jonge spelers aan zich te binden, onder wie Julius Brongers, Hetty Beck en Enny Vrede. De Hagespelers hadden geen eigen schouwburg en trokken van zaal tot zaal. Verkade brak met de destijds gebruikelijke stijl om de werkelijkheid zo getrouw mogelijk na te bootsen en kwam met een nieuw repertoire en een nieuwe speelstijl. De stijl waarin Verkade liet spelen was sterk beïnvloed door het symbolisme, een stroming die op dat moment opgang maakte. Het repertoire omvatte onder andere stukken van Shakespeare en Shaw. Na enkele jaren ontstonden financiële problemen die ertoe leidden dat het gezelschap gedeeltelijk ontbonden werd.

### Seizoen 1911/12
Verkade maakte in het seizoen 1911/12, met een beperkt aantal spelers, een tournee door Nederlands-Indië. De Hagespelers namen, in tegenstelling tot wat andere gezelschappen deden, hun in Nederland vervaardigde decors en meubilair mee op deze reis. Het ensemble gaf bijna honderdvijftig voorstellingen, waaronder Een ideale echtgenoot van Wilde en Hamlet van Shakespeare. In de Oost brak een 'Verkadomanie' los, zoveel bijval oogstten de Hagespelers. De typische Indische achtergalerij inspireerde Verkade tot het decor van Nonni van Fabricius. De voorstelling werd later door Verkade ook in Nederland gebracht. Na de tournee viel het gezelschap, in het voorjaar van 1912, uiteen.

## Die Haghespelers, 1913-1917
In 1913 startte Verkade het gezelschap opnieuw op, nu onder de naam "Die Haghespelers". Het ensemble kreeg de beschikking over de voor hen verbouwde zaal van de Haagse Kunstkring aan de Herengracht in Den Haag. Het gezelschap bracht in dit "Theater Verkade", naast Shakespeare, een modern repertoire met onder meer Candide van Shaw, Onweer van Strindberg, De ernst van Ernst van Wilde, Literatuur van Schnitzler, Hedda Gabler van Ibsen, en Nina van Pinero. Tot de spelers behoorden Hetty Beck, Paul Huf, Tilly Lus, Cor Ruys en Enny Vrede.
In de zomer van 1914 gingen Die Haghespelers op tournee door Nederlands-Indië. Het uitbreken van de Eerste Wereldoorlog was er mede de oorzaak van dat deze tournee veel minder succesvol was dan de vorige.
Omdat hij artistiek leider kon worden van het Nederlandsch Tooneel legde Verkade per 1 mei 1917 zijn functie neer. Hij verkocht zijn rechten op het Theater Verkade en de apparatuur in die zaal voor 15 000 gulden. De opbrengst stortte hij in de toneelspelerskas, waarmee de salarissen van de gecontracteerde acteurs tot 1 september 1917 voor de helft waren veilig gesteld. Het restant moest met spelen worden bijverdiend. Wat er met het gezelschap na het vertrek van Verkade gebeurd is, kan niet meer precies gereconstrueerd worden.

## De Haghespelers in 't Voorhout, 1921-1924
In 1921 bracht Verkade weer een gezelschap bijeen, dit keer onder de naam "De Haghespelers in 't Voorhout". Het gezelschap bestond onder meer uit Albert van Dalsum, Cees Laseur, Else Mauhs, Johan de Meester jr. en Cor Ruys. Het nieuwe theatergezelschap werd de vaste bespeler van de Koninklijke Schouwburg aan het Voorhout in Den Haag en legde daar het fundament voor een rijke Haagse traditie.
In de zomers van 1922, 1923 en 1924 bracht Verkade met zijn ensemble ook voorstellingen in Valkenburg. Bij die gelegenheden noemde hij de groep "De Haghespelers in Limburg".
In 1924 fuseerden de Haghespelers met Comoedia van Dirk Verbeek en Bets Ranucci-Beckman tot het gezelschap het Vereenigd Tooneel, onder directie van Verkade en Verbeek.

## De Hagespelers in het Rika Hopper Theater, 1934-1935
In 1931 werd Het Amsterdamsch Tooneel van Verkade en Van Dalsum opgeheven en trok Verkade zich met een kleine groep terug in het Rika Hopper Theater. Het ensemble, dat de naam "De Hagespelers in het Rika Hopper Theater" ging voeren, speelde onder meer stukken van Molière, Ferenc Molnár en Shaw. Verkade werkte in die periode onder anderen met de acteurs Dolly Bouwmeester, Rika Hopper, Jacques van Hoven, Arend Hauer, Corry Vonk en Marie van Westerhoven. In 1935 beëindigde Verkade zijn activiteiten als toneelleider en daarmee viel het doek definitief voor de Haghespelers.